# Notoxus calcaratus
Notoxus calcaratus är en skalbaggsart som beskrevs av Horn 1884. Notoxus calcaratus ingår i släktet Notoxus och familjen kvickbaggar. Inga underarter finns listade i Catalogue of Life.